# 明利英司
明利 英司（めいり えいじ、1985年 -）は、日本の小説家・推理作家。鹿児島県生まれ。宮崎県で育ち、東京都在住（2014年現在）。都城高等学校卒業。
高校卒業後、上京し音楽専門学校に入学。アルバイトをしながら音楽活動をする。その後居酒屋を経営しながら、執筆活動を始める。2012年、「瑠璃色の一室」が第11回『このミステリーがすごい!』大賞の一次選考を通過。2013年、『旧校舎は茜色の迷宮』（応募時のタイトルは「ビリーバーの賛歌」）で第6回ばらのまち福山ミステリー文学新人賞優秀作に選ばれる。2014年、同作で本格的に小説家デビュー。

## 作品リスト
- 茜（2009年3月 ブログハウス）
- 僕の手紙（2009年12月 ブログハウス）
- 旧校舎は茜色の迷宮（2014年8月 講談社ノベルス）
- 幽歴探偵アカイバラ（2016年4月 講談社ノベルス）
- 憑きもどり（2017年3月 さんが文庫）
- 瑠璃色の一室（2018年8月 書肆侃侃房）
- #指令ゲーム（2020年6月 双葉文庫）

## テレビ出演
- わけもん!GT（2023年07月12日、宮崎放送）- 作家・寿司職人・バンドマンとして特集